# 金ヶ崎の戦い
金ヶ崎の戦い（かねがさきのたたかい）は、戦国時代の1570年（元亀元年）に起きた、織田信長と朝倉義景との戦闘のひとつ。金ヶ崎の退き口（かねがさきののきくち）または金ヶ崎崩れとも呼ばれ、織田信長の撤退戦である。

## 概要
織田信長が越前（福井県）の朝倉義景を攻撃したところ、同盟関係にあった妹婿の小谷城（琵琶湖東岸）の浅井家の裏切りにあい、挟撃の危機に瀕した。そのため木下藤吉郎（豊臣秀吉）と、信長の同盟軍の徳川家康が後衛となって、信長本隊が信長勢力地まで帰還するのを援護したのがこの戦いである。
敦賀口における金ヶ崎城（福井県敦賀市）攻略自体はすでに成功していたが、浅井氏離反の情報を受けて、おおよそこの地で信長軍の撤退が始まり、木下藤吉郎の殿軍は最初にこの地を拠点にして撤退戦を行った。

## 戦いの詳細

### 開戦前
- 文中の（ ）は西暦・ユリウス暦、月日は全て和暦、宣明暦の長暦による。

永禄13年4月20日（1570年5月24日）、織田信長・徳川家康連合軍は3万の軍（『言継卿記』）を率いて京を出陣。織田軍の武将のほか池田勝正・松永久秀といった近畿の武将、公家である日野輝資・飛鳥井雅敦も従軍している。なお、出陣中の4月23日（1570年5月27日)に元号が元亀と改元された。
結果から言えば越前遠征に向かったわけだが、「越前へ手遣い」（『多聞院日記』）とする文面のほか、「若州へ罷り越す」（4月20日『言継卿記』）とする史料もあり、信長から毛利元就に宛てた書状（『毛利家文書』）にも「若狭国武藤を成敗する」という文意の行りがあることからみても、出陣の口実は若狭攻めであった。
ただし、当時の若狭国内は将軍足利義昭の甥である国主の武田元明が朝倉義景によって越前に拉致されて事実上の朝倉家支配下に置かれて以降、足利義昭は若狭武田氏の再興を志向しており、武田家臣団も義昭派と朝倉派に割れていた。このため、本来この戦いは足利義昭の命を受けた幕府軍による朝倉派の武藤討伐であり、朝倉義景が武藤救援に乗り出した結果として幕府軍の将兵として参加した織田・徳川軍と朝倉軍の戦いになったとする見方や朝倉氏が拉致軟禁していた武田元明の救出が戦いの名目であったとする説も出されている。

### 経過
4月25日（5月29日）、越前の朝倉義景領に侵攻した織田・徳川連合軍は、同日の天筒山城（天筒山城の戦い）を皮切りに敦賀郡の朝倉氏側の城に攻撃をかけ、翌日には金ヶ崎城の朝倉景恒を下す。それに対し、朝倉軍は敦賀郡を半ば放棄するように戦線が狭く防御に向いた地形である木ノ芽峠一帯を強化し、防衛体制を整える。これには、敦賀郡の郡司で一門衆筆頭であった朝倉景恒と、本家である朝倉義景や、同じ一門衆である朝倉景鏡・朝倉景健らとの序列争いが背景にあり、景恒への援軍を故意に遅らせたとする説もある。
このように当初は織田方が優勢に合戦を進めていたが、信長の義弟である盟友北近江の浅井長政が裏切ったという情報が入った。はじめ信長は「虚説たるべき」（『信長公記』）と述べとりあわなかったが、次々に入る知らせに事実と認めざるをえなくなり、撤退を決意した。織田・徳川軍は越前と北近江からの挟撃を受ける危機にみまわれたからである。4月30日、朽木元綱の奔走で朽木谷を越え、京に撤収した。織田軍が長政の裏切りを察知した理由については、近江・若狭方面の外交・諜報を行っていた松永久秀が浅井方の不審な動きに気づいて通報したと『朝倉記』には記載があるが、信憑性に疑問が持たれており実際には不明。また『朝倉家記』によると、お市の方が信長に袋の両端を縛った「小豆の袋」を陣中見舞いに送り挟み撃ちの危機を伝えたという広く知られた逸話があるが、この逸話は後世の創作と指摘されている。もっともその頃の風習から、大名間の政略結婚において、女性は実家から婚家へと送り込まれた外交官・間諜としての側面があったため、お市の方は、両家をとりまく状況の変化を情報として得て、それを実家に伝達をする役割を果たしていたことが窺える。なお、同年4月20日付で従軍中の明智光秀から在京の細川藤孝らに充てた書状（「三宅家文書」）には越州（朝倉）と北郡（浅井）の動向を警戒していることが記されていた。それでも、本来の出陣の趣旨が義昭による若狭武田氏への介入であったとすれば、信長から見れば若狭に利害関係のない長政の裏切りは全くの筋違いであったと言える。一方で、浅井長政の政治的立場について、当時の国衆は複数の大名に服従することが可能であり、長政は六角義賢から離反した際に朝倉義景に臣従し、織田信長の上洛に際して信長にも臣従したものの、義景と信長が対立した結果としていずれかとの従属関係を破棄する必要に迫られたとする説も出されている。
撤退するにあたって、信長は金ヶ崎城に木下藤吉郎を入れておくことにした。通説ではこの時、木下藤吉郎が殿軍に自ら名乗りをあげたと言われているが、『武家雲箋』などによると、殿軍には藤吉郎より地位が高い摂津守護の池田勝正や明智光秀がいたため、藤吉郎が殿軍の大将を務めたという説には疑問が残る。また『寛永諸家系図伝』『徳川実紀』などでは徳川家康もこれらに加わったとしているが、一次史料には家康の名は見られない。
織田信長が撤退した後の織田諸将の行動は非常に統率のとれたものであり、朝倉軍につけいる隙を与えず撤退時の被害を最小限に食い止めた。織田軍の被害については、「人数崩れけれども宗徒の者ども恙（つつが）なし」（『朝倉家記』）から、「人数二千余も損歟ノ由」という伝聞（『多聞院日記』）まで諸説ある。

### 戦後
信長は近江豪族の朽木元綱の協力もあり、越前敦賀から朽木を越えて（朽木越え）、京へ逃げ延びた。京への到着は4月30日（6月3日）。信長の供はわずか十人程度であったという（『継芥記』）。池田勝正が指揮を執る織田本隊も撤退に成功し、京へとたどり着いた。信長は論功行賞で秀吉の貢献を称えて黄金数十枚を与えた（他の武将の恩賞については伝わっていない）。
なお、朽木元綱は当初信長を殺すつもりでいたが、松永久秀が元綱を説得して翻意させたため京に帰還できたとされる（『朝倉記』）。
またこの朽木越えの際、信長軍の殿軍を務めた木下藤吉郎は、3000人の盗賊団に襲われかけたという。この盗賊の頭領を猿飛仁助といい、説得で藤吉郎配下に入り、天下取りに功労したという（『清正実記』）。
信長が京へ到着した日の翌5月1日、信長は改修中の御所を視察するなど窮地を脱してきた素振りも見せず平然と振舞って見せた。軍勢を立て直し長政討伐の準備にとりかかるため5月9日に京を出て岐阜城へ向かった。

## 関連作品
小説
- 鈴木輝一郎　『金ケ崎の四人　信長、秀吉、光秀、家康』（2012年1月 毎日新聞社）
- 赤神諒『酔象の流儀　朝倉盛衰記』（講談社、2018年12月18日）ISBN 978-4-06-514035-2

ドラマ
- 『僕の金ヶ崎』（上記の『金ケ崎の四人』のドラマ版、2017年 フジテレビ）